# 乳突杜鹃
乳突杜鹃（学名：Rhododendron papillatum）为杜鹃花科杜鹃花属下的一个种。